# کاشن
کاشن، روستایی از توابع بخش ایرندگان شهرستان خاش در استان سیستان و بلوچستان ایران است.
کاشن به معنی خانه دوست داشتنی، کا =دوست داشتن و شن= خانه

## جمعیت
این روستا در دهستان، کایرندگان قرار دارد و براساس سرشماری مرکز آمار ایران در سال ۱۳۸۵، جمعیت آن ۸۵ نفر (۲۰خانوار) بوده‌است.